# Колобжег
Коло́бжег (пол. Kołobrzeg польська: [kɔˈwɔbʐɛk] ( прослухати); каш. Kòlbrzég), німецька назва Ко́льберг (нім. Kolberg [ˈkɔlbɛʁk] ( прослухати)) — місто на узбережжі Балтійського моря, у Західнопоморському воєводстві Польщі. Відомий курорт. У гирлі річки Парсенти знаходиться порт (пасажирський, торговий, яхтовий). З пасажирського порту курсують кораблі, зокрема, на Борнгольм (Данія).
Станом на 31 березня 2014 року, місто мало 46 870 жителів.
28 серпня 2017 року польський плавець Себастіан Карась близько 20-ї години стартував із міста Колобжег і фінішував 30 серпня о 00:30 на острові Борнгольм.
Місто-побратим — Феодосія (Україна).

## Демографія
Демографічна структура станом на 31 березня 2011 року:
|          | Загалом | Допрацездатний вік | Працездатний вік | Постпрацездатний вік |
| -------- | ------- | ------------------ | ---------------- | -------------------- |
| Чоловіки | 22277   | 3960               | 15827            | 2490                 |
| Жінки    | 24852   | 3713               | 14968            | 6171                 |
| Разом    | 47129   | 7673               | 30795            | 8661                 |

## Відомі уродженці

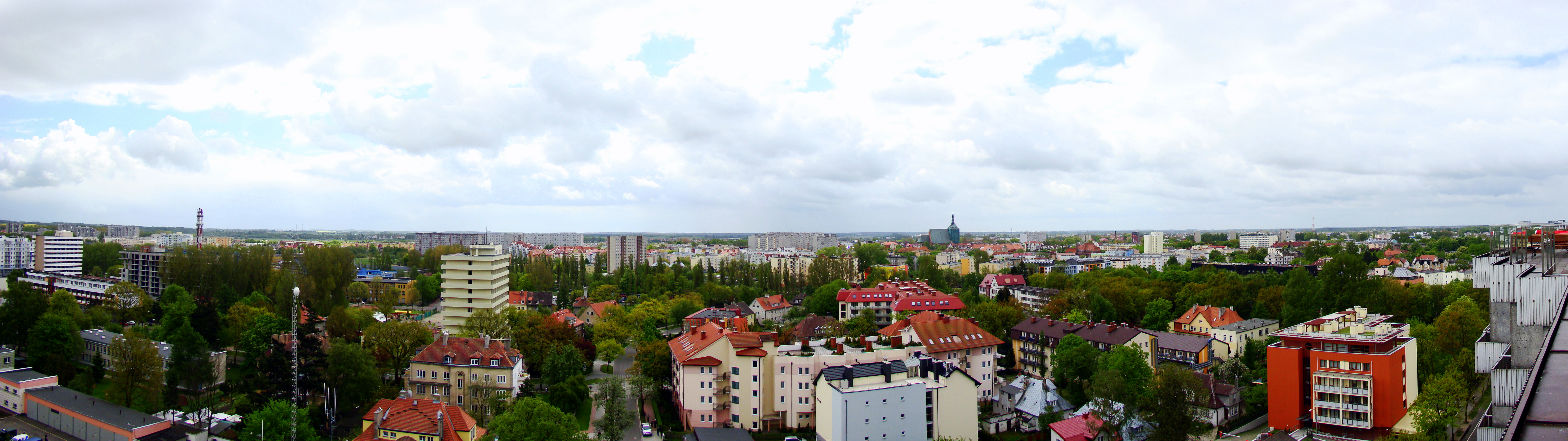
Панорама міста

- Альберт Март, німецький астроном.
- Еґон Кренц, останній лідер НДР.